# Angelo Innocent Fernandes
Angelo Innocent Fernandes (* 28. Juli 1913 in Karatschi, Britisch-Indien; † 30. Januar 2000 in Neu-Delhi, Indien) war ein indischer Geistlicher und römisch-katholischer Erzbischof von Delhi.

## Leben
Angelo Innocent Fernandes empfing am 29. August 1937 das Sakrament der Priesterweihe für das Erzbistum Bombay.

Erzbischofswappen von Angelo Innocent Fernandes

Am 4. Juni 1959 wurde er zum Titularerzbischof von Novae Patrae und zum Koadjutorerzbischof von Delhi ernannt. Die Bischofsweihe spendete ihm am 1. November desselben Jahres der Erzbischof von Bombay, Valerian Kardinal Gracias; Mitkonsekratoren waren der Erzbischof von Delhi, Joseph Alexander Fernandes, und der Koadjutorerzbischof von Kalkutta, Vivian Anthony Dyer.
Zwischen 1962 und 1965 nahm Angelo Innocent Fernandes als Konzilsvater an allen vier Sitzungsperioden des Zweiten Vatikanischen Konzils teil. Mit dem Tod von Joseph Alexander Fernandes am 16. September 1967 folgte er diesem als Erzbischof von Delhi nach. Er bekleidete das Amt bis zu seiner Emeritierung am 19. November 1990.